# Bonaventura Porta
Bonaventura Porta (Massa Superiore, 21 ottobre 1866 – Pesaro, 15 dicembre 1953) è stato un vescovo cattolico italiano.

## Biografia
Nato a Massa Superiore nel 1866, fu ordinato sacerdote nel 1890; mons. Carlo Liviero, divenuto vescovo di Città di Castello nel 1910, lo chiamò nella diocesi altotiberina per affidargli l'incarico di rettore del Seminario Vescovile.

### Ministero episcopale
Fu consacrato vescovo di Pesaro il 24 giugno 1917 dal vescovo Carlo Liviero, con cui mantenne sempre una grande amicizia. Istituì, nel 1923, una "Colonia Elioterapica Antitubercolare", per i piccoli bisognosi, che ebbe un edificio stabile solo nel 1927.
Il 23 ottobre 1929, con un decreto, eresse la parrocchia di Santa Maria del Porto. Dal 1931 al 1932 fu amministratore apostolico di Urbino.

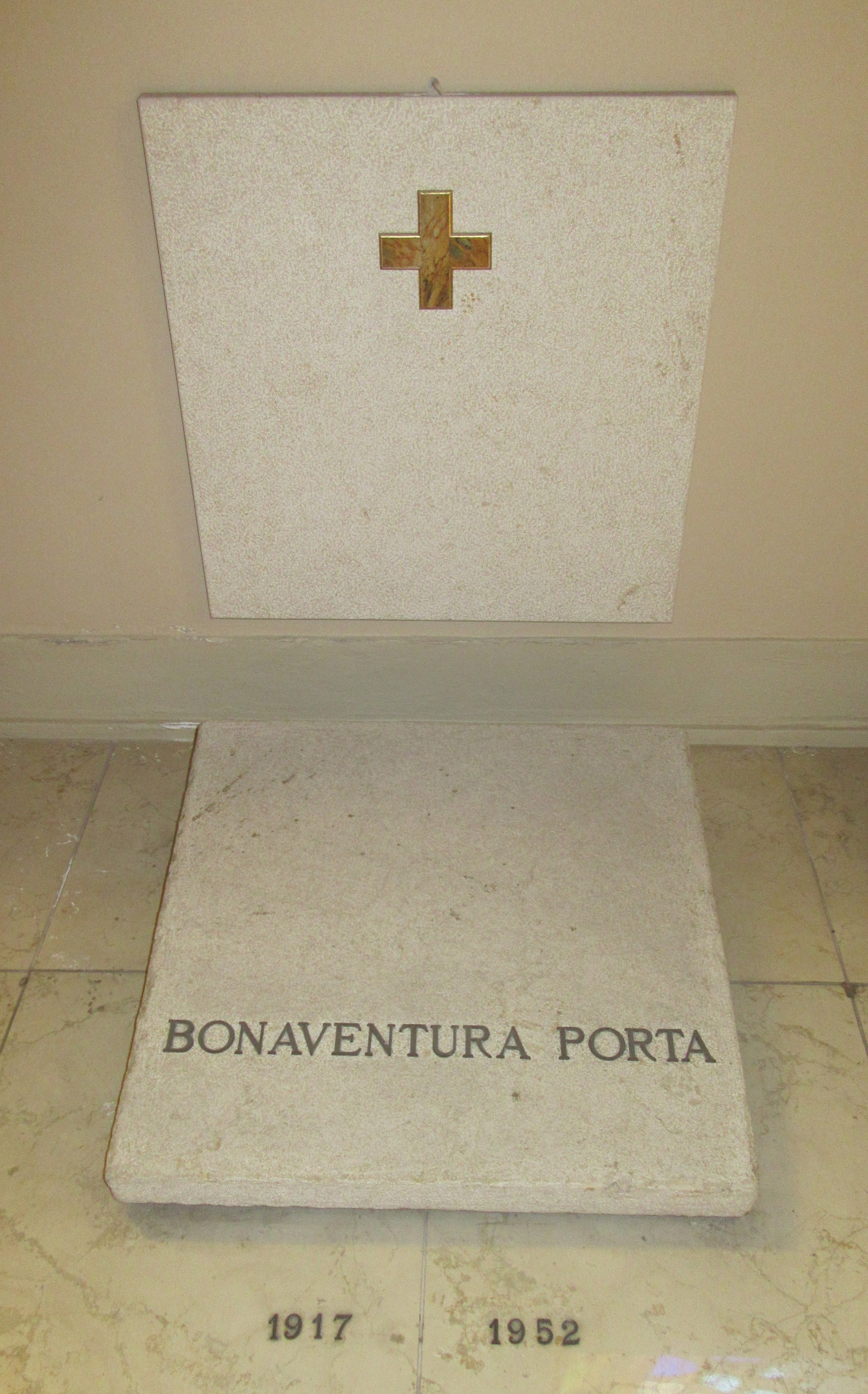
Tomba di mons. Porta, nella cattedrale di Pesaro.

Guidò la diocesi fino al 28 dicembre 1952, quando si ritirò e venne nominato vescovo titolare di Ancusa; morì il 15 dicembre 1953.

## Genealogia episcopale e successione apostolica
La genealogia episcopale è:
- Cardinale Scipione Rebiba
- Cardinale Giulio Antonio Santori
- Cardinale Girolamo Bernerio, O.P.
- Arcivescovo Galeazzo Sanvitale
- Cardinale Ludovico Ludovisi
- Cardinale Luigi Caetani
- Cardinale Ulderico Carpegna
- Cardinale Paluzzo Paluzzi Altieri degli Albertoni
- Papa Benedetto XIII
- Papa Benedetto XIV
- Papa Clemente XIII
- Cardinale Marcantonio Colonna
- Cardinale Giacinto Sigismondo Gerdil, B.
- Cardinale Giulio Maria della Somaglia
- Cardinale Carlo Odescalchi, S.I.
- Cardinale Fabio Maria Asquini
- Cardinale Giuseppe Luigi Trevisanato
- Cardinale Domenico Agostini
- Cardinale Giuseppe Callegari
- Arcivescovo Pietro Zamburlini
- Arcivescovo Luigi Pellizzo
- Vescovo Carlo Liviero
- Vescovo Bonaventura Porta

La successione apostolica è:
- Vescovo Luca Piergiovanni (1918)